# Игит паша джамия
Игит паша джамия или още и Медаховата джамия (на македонска литературна норма: Игит паша џамија; на турски: Paşa Yiğit Bey Camii) е първата джамия на Скопие издигната в чест на османското завладяване на Скопие от Игит паша, и е посветена на започнатото начинание по усвояването на съседните сръбски земи от скопския удж бег по това време. По причина на цялата тази сръбска кампания, земята на Косовското деспотство останала в народната памет с името Скопско краище.
Джамията се намирала в близост до кино „Напредък“ на старата скопска чаршия. Първото ѝ споменаване в исторически паметник е от 1445 г. В джамията се намира тюрбето на Игит паша.
Джамията е разрушена през 1943 г. при бомбардировките на България от съюзническата англо-американска авиация. От останките ѝ обаче останало да стърчи минарето. При скопското земетресение се срива и минарето.
На сакралното място, предходно преди издигането на първата джамия на Скопие, се намира кладенец, от който според преданието извирала светена вода. От кладенеца черпели вода и християни и мюсюлмани. До кладенеца се издигала средновековна църква, посветена на празника на светите братя безсребърници Козма и Дамян.